# Wydział Nauk Geograficznych Uniwersytetu Łódzkiego
Wydział Nauk Geograficznych Uniwersytetu Łódzkiego – jeden z dwunastu wydziałów Uniwersytetu Łódzkiego. Jego siedziba znajduje się przy ul. Narutowicza 88 w Łodzi. Powstał w 2001 roku.

## Struktura
- Instytut Nauk o Ziemi
  - Katedra Geomorfologii i Paleogeografii
  - Katedra Geografii Fizycznej
    - Zakład Dynamiki Środowiska i Gleboznawstwa
    - Pracownia Geoekologii

  - Katedra Meteorologii i Klimatologii
  - Pracownia Geologii
  - Pracownia Hydrologii i Gospodarki Wodnej
- Instytut Geografii Społeczno-Ekonomicznej i Organizacji Przestrzeni
  - Katedra Geografii Politycznej i Studiów Regionalnych
    - Zakład Geografii Politycznej
    - Zakład Geografii Historycznej i Dziedzictwa Kulturowego

  - Katedra Zagospodarowania Środowiska i Polityki Przestrzennej
    - Zakład Polityki Przestrzennej
    - Zakład Zagospodarowania Środowiska

  - Katedra Geografii Regionalnej i Społecznej
  - Laboratorium Usług Technicznych
- Instytut Geografii Miast i Turyzmu
  - Zakład Geografii Hotelarstwa
  - Zakład Geografii Miast
  - Zakład Geografii Turyzmu
  - Zakład Urbanizacji Przestrzeni
  - Pracownia Regionalna GIS
  - Pracownia Reprograficzna
- Zakład Dydaktyki Geografii
- Pracownia Technik Komputerowych i Graficznych
- Biblioteka Geograficzna
- Mapiarnia
- Muzeum Geologiczne

## Kierunki studiów
- geografia
- geoinformacja
- geomonitoring
- turystyka i rekreacja
- gospodarka przestrzenna

## Władze
stan na dzień 2018-09-16:
- Dziekan: dr hab. Bogdan Włodarczyk, prof. UŁ
- Prodziekan ds. studenckich i jakości kształcenia, dr hab. Elżbieta Kobojek, prof. nadzw. UŁ
- Prodziekan ds. studenckich i ekonomicznych, dr hab. Marek Barwiński, prof. nadzw. UŁ
- Prodziekan ds. nauki i projektów badawczych, dr hab. Joanna Petera-Zganiacz, prof. nadzw. UŁ
- Prodziekan ds. promocji, kontaktów zewnętrznych i bazy dydaktycznej, dr hab. Sławoj Tanaś, prof. nadzw. UŁ